# Hypoxylon anomalum
Hypoxylon anomalum är en svampart som beskrevs av J.D. Rogers, Y.M. Ju & Oses 2005. Hypoxylon anomalum ingår i släktet Hypoxylon och familjen kolkärnsvampar.   Inga underarter finns listade i Catalogue of Life.